# 三齊 (山東)
三齊，共有齊國、膠東國與濟北國等，為秦末漢初的古地名，泛指齊地。秦朝末年田榮擁護田市為齊王，自封國相，並且與項羽不合。前206年西楚霸王項羽分封十八諸侯時，為了排擠田榮，並且想要弱化齊國，將原齊國三分給對西楚有功或擁護西楚的人。將原齊王田市改封膠東王、將田都封為齊王、將田安封為濟北王。田榮得知後十分不滿，於同年併吞三齊，自立為齊王。而後項羽擊潰田榮後，改立田假為齊王，並且沒有復建三齊。三齊所指的地域大致與秦朝的濟北郡、臨淄郡、膠東郡三郡相當。

## 範圍
- 齊國，國都依舊是臨淄（今山東淄博），位於今山東省中部，膠東國與濟北國的中間。
- 膠東國，國都為即墨（今山東平度），位於今山東省東北部，大約是膠東半島的範圍。
- 濟北國，國都為博陽（今山東泰安），位於今山東省西北部，約是濟水以北之地。